# ヘルマン・ケスレル
ヘルマン・ケスレル（Germán Kessler、1994年7月1日 - ）は、ナシオナル、ルーアン・ノルマンディー・ラグビーに所属するラグビーユニオン選手。

## プロフィール
- ウルグアイ・モンテビデオ出身。
- ポジションはフッカー(HO)。
- 身長 184cm、体重 105kg
- U20ウルグアイ代表に選ばれたことがある[1]。
- ウルグアイ代表キャップは62（2025年3月現在）でワールドカップ2015・2019・2023のウルグアイ代表に選ばれた[2][3]。

## 略歴
ユタ・ウォリアーズを経て、2020年、ソヨー・アングレームに加入。
2021年、プロヴァンスに加入。
その後ソヨー・アングレーム、USモントーバンを経て、2024年、ルーアンに加入。